# De betonmolen
De betonmolen is een sciencefictionverhaal geschreven door de Amerikaan Ray Bradbury in 1949. The concrete mixer was eerder verschenen in het blad Thrilling Wonder Stories. Het werd later opgenomen in de verzameling The illustrated man. In het Nederlandse taalgebied verscheen in de bundel De geïllustreerde man bij Born NV Uitgeversmaatschappij in de serie Born SF (1976).. 

## Het verhaal
Het is een verhaal van de pacifist Ettil Vrye. Hij wordt als bewoner van Mars opgeroepen mee te strijden in een oorlog met Aarde. Hij ziet dat niet zo zitten. Hij is in het bezit van een verzameling Aardse verhalen uit de jaren 50 waarin de Martianen in eerste instantie een overwinning kunnen claimen maar uiteindelijk toch ten onder gaan. Die verhalen worden op Mars gezien als subversief. Ettil blijft bij zijn weigering totdat hij in de ogen van zijn zoontje een deserteur ziet en hij besluit dat toch mee te gaan naar de Aarde om er te vechten. Aan boord van het ruimtevaartuig maakt iedereen zich op voor de strijd. Die valt mee te vallen. Als het ruimteschip op Aarde landt blijken de bewoners helemaal geen zin in oorlog te hebben. Het zijn allemaal lieve en aardige mensen, die de oorlog na een laatste atoomoorlog hebben afgezworen. Die houding zorgt ervoor dat het erop begint te lijken dat de Martianen niet in de strijd overlijden, maar in liefde. Bovendien blijkt niet de mens het gevaarlijkste object van de planeet te zijn, maar de auto, die klinkt als een betonmolen. 
Door mee te spelen in een speelfilm ziet Vrye een mogelijkheid zichzelf vrij te kopen en fantaseert op een weg lopend alvast over een nieuwe fijnere thuissituatie. Dat zal allemaal niet doorgaan; hij wordt aangereden door een object met de klank van een betonmolen.      